# Museo del sottosuolo
Il museo del sottosuolo è il primo museo italiano specializzato nella raccolta e nello studio di tutto ciò che riguarda il mondo sotterraneo del pianeta Terra. 

## Storia
Fu fondato a Taranto nel 1973 da Pietro Parenzan (Pola, 1902 – Taranto, 1992) naturalista che ha dedicato quasi interamente la sua vita allo studio e alla ricerca nel campo della speleologia oltre che della biologia marina.
Per 20 anni il museo è stato ospitato all'interno di una struttura in legno ubicata nella villa del Peripato di Taranto ma, immediatamente dopo la scomparsa del suo fondatore, fu affidata la direzione ad uno dei suoi ultimi e più fidati collaboratori, Michele Camassa, biologo e ricercatore nel campo della speleobiologia. 
Nel 1993 Camassa e la moglie Paola Di Turo, anch'ella biologa, trasferiscono l'ingente patrimonio museale nella città di Latiano, in provincia di Brindisi, dove fondano il nuovo museo del sottosuolo strettamente legato all'Istituto Sperimentale di Biologia del Sottosuolo "P. Parenzan". La gestione è attualmente affidata a volontari dell'associazione I.S.Bio.S. (Istituto Sperimentale di Biologia del Sottosuolo "Pietro Parenzan"), presieduta da Tiziano Fattizzo vicedirettore dello stesso museo.
Oggi il museo è ospitato nel palazzo dei Musei, un'antica struttura già convento di Santa Margherita retto dall'Ordine dei monaci Domenicani in via Santa Margherita, 91. 

## Le sezioni del museo
Esso è fondamentalmente suddiviso in quattro sezioni:
- Biologia del sottosuolo: di rilevante interesse per il suo ricco catalogo di specie animali e vegetali del sottosuolo, in particolare le specie troglobie e troglofile delle grotte italiane.
- Geologia (petrografia, mineralogia, vulcanologia, speleologia...)
- Paleontologia generale (animale e vegetale)
- Paleontologia umana (paletnologia, paleoantropologia)

In preparazione sono anche le altre sezioni che riguardano altri settori del mondo del sottosuolo come l'architettura sotterranea e le risorse del sottosuolo.
L'esposizione è momentaneamente spostata nel palazzo Imperiali nella centralissima piazza Umberto I di Latiano, in attesa di ritornare nella vecchia struttura dove sono in corso le opere di ristrutturazione, restauro e rifacimento.